# Liga+ Extra (magazyn)
Liga+ Extra – magazyn sportowy o tematyce piłkarskiej, produkowany przez Canal+ Premium. W audycji eksperci dyskutują o bieżących sprawach polskiej ekstraklasy, a także niekiedy reprezentacji Polski. Program prezentuje bramki ze wszystkich spotkań ubiegłej kolejki ekstraklasy oraz omówienie kontrowersyjnych sytuacji.

## Opis
Gospodarzami programu są Bartosz Gleń i Krzysztof Marciniak, którzy zapraszają do studia stałych ekspertów: m.in. byłych piłkarzy Kazimierza Węgrzyna, Grzegorza Mielcarskiego, Macieja Murawskiego, Krzysztofa Przytułę, Andrzeja Juskowiaka, Kamila Kosowskiego, Tomasza Wieszczyckiego, a także dziennikarzy: m.in. Przemysława Rudzkiego, Antoniego Bugajskiego i Tomasza Włodarczyka. Co tydzień zapraszani są również piłkarze, działacze lub trenerzy związani z polską piłką.
W programie widzowie mogą zobaczyć rozmaite relacje, dyskusje ekspertów i bramki z ostatniej kolejki ekstraklasy. Ostatnią częścią programu są tak zwane kontrowersje, w których były sędzia międzynarodowy – Adam Lyczmański – rozstrzyga sporne sytuacje w danej kolejce.
Pierwszym ekspertem do spraw kontrowersji był Wit Żelazko, później zagadnieniem zajmowali się byli sędziowie sportowi: Mirosław Ryszka, Krzysztof Słabik oraz Sławomir Stempniewski.

## Emisja
W latach 2002–2013 program emitowany był na antenie Canal+ Sport w niedzielne wieczory. Trwał około dwóch godzin.
Od sezonu 2013/2014 emisja była w Canal+ Family, w dwóch częściach w poniedziałki. Pierwsza część trwała niecałe pół godziny i ukazywała się o godzinie 17:30, stanowiąc wstęp do meczu. Druga odsłona rozpoczynała się o 20:00 z udziałem gości w studiu i trwała półtorej godziny. Zmiany nie zostały jednak ciepło przyjęte przez widzów i wkrótce powrócono do starej formuły. Od 17 maja 2015 roku emisja odbywa się na antenie głównego kanału Canal+. 
17 lipca 2016 r., wraz z początkiem sezonu 2016/2017, program ponownie zmienił formułę. W studiu, oprócz stałego grona prowadzących i ekspertów, pojawiła się również publiczność. Pierwsza odsłona programu emitowana była w Canal+ w niedzielę o godzinie 20:00 i trwa półtorej godziny, natomiast druga część pt. „Liga+ Extra: Dogrywka” została przeniesiona do Canal+ Sport i trwa ok. godziny.
W rundzie jesiennej rozgrywek 2017/2018 po raz pierwszy nastąpiła zmiana gospodarza programu – z nc+ rozstali się Tomasz Smokowski i Andrzej Twarowski, a ich miejsce zajął Krzysztof Marciniak. W lipcu 2018 roku do stacji wrócił Twarowski – od początku sezonu 2018/2019 stworzył duet prowadzących z Marciniakiem. Od lipca 2019 program jest emitowany w niedzielę o 19:30 i trwa ok. 2 godziny.
Od 21 lipca 2019 roku Liga+Extra jest emitowana w Canal+ Sport 3.

## Gospodarze programu
- Bartosz Gleń (2020– )
- Krzysztof Marciniak (2017– )
- Tomasz Smokowski (2002–2017)
- Andrzej Twarowski (2002–2017; 2018–2020)
- Rafał Dębiński (w zastępstwie)